# Vaixell de transport fluvial

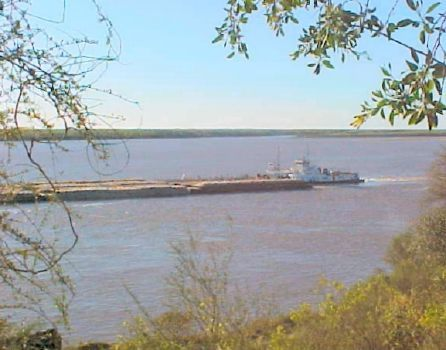
Buc Fluvial

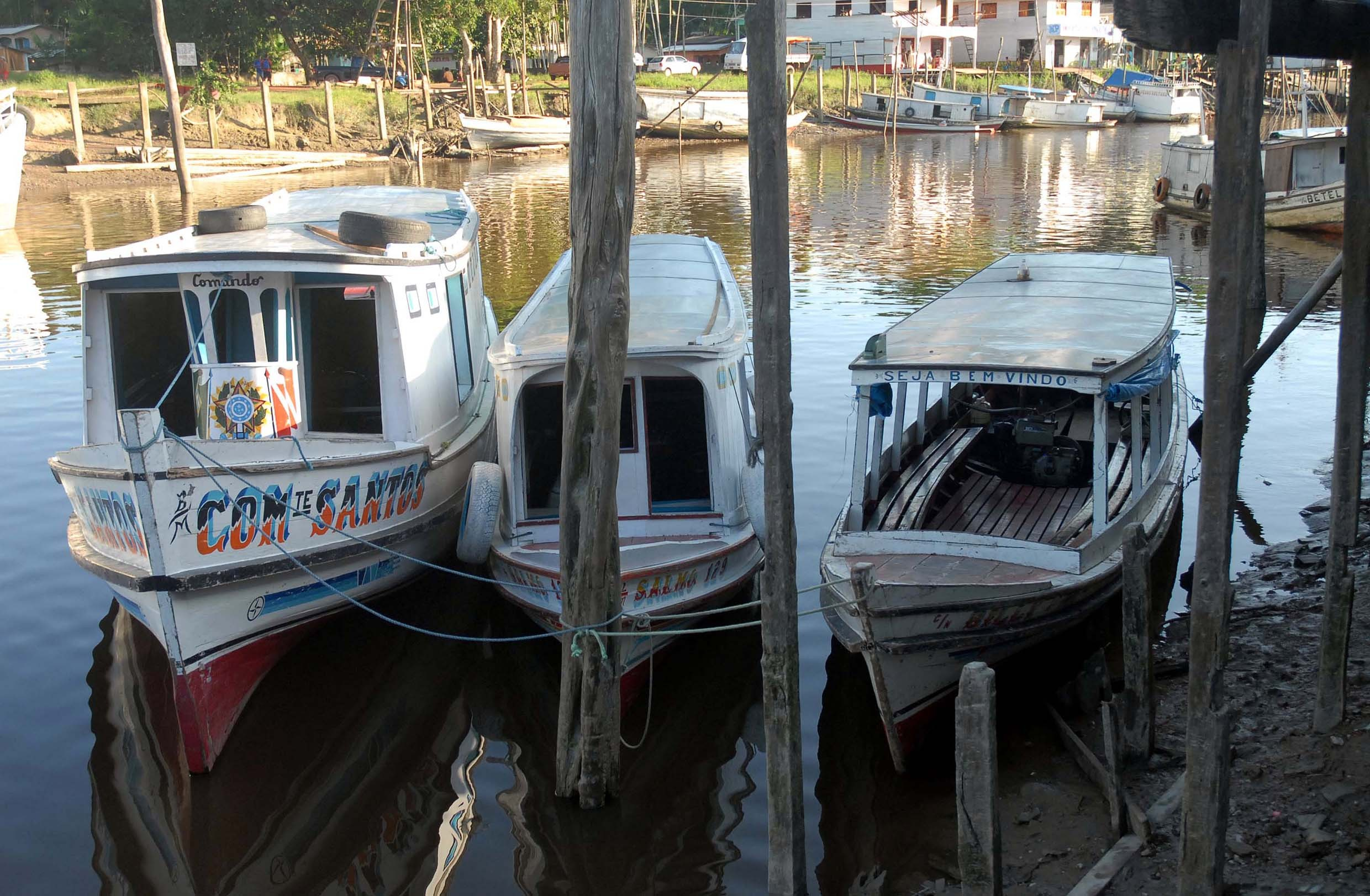
Bots Fluvials

Un vaixell de transport fluvial és tota embarcació que navega en un o més rius. A més, aquestes poden ser de poc o gran calat (profunditat que aconsegueix sota la línia de flotació) depenent de la profunditat que aconsegueix el riu on navega, per exemple en els rius afluents del riu Amazones i en els seus inicis en territori Peruà fins al trapezi amazònic situat a les fronteres de Brasil, Colòmbia i Perú el calat ha de ser menor, entre la ciutat de Tabatinga i la ciutat de Rageu-vos a Brasil del mateix ric Amazones poden navegar vaixells de major importància, mentre que a partir de la ciutat de Manaos ja poden navegar embarcacions transoceàniques.
Periòdicament les zones de menor altura al territori amazònic són inundades pels rius o els seus afluents, la qual cosa fa difícil la construcció de carreteres en tot el territori, sent la navegació el mitjà de transport preferit pels seus habitants i comerciants que arriben fins a cada poble o comunitat, ja que el transport aeri és més costós i no està a l'abast de les majories com a passatgers i encariria massa els productes que són transportats.

## Classes
En els rius navegables es poden observar:
Basses, petites embarcacions construïdes amb 12 a 16 troncs prims amarrats uns al costat d'uns altres paral·lelament podent arribar a mesurar 4 a 5 metres de costat a costat, sobre ells els habitants dels primers afluents dels grans rius, generalment els que habiten prop de la Serralada dels Andes a Perú coneguts com a "Balseres", transporten bestiar, canyes o Yonke (licor de la canya de sucre)i altres productes que porten a vendre a les ciutats de ribera. En cada bassa poden viatjar una o tres persones depenent de l'espai que permeti el que transportin, es desplacen durant el dia deixant-se arrossegar pel corrent i guiant l'embarcació amb l'ajuda d'un pal llarg a manera algunes vegades de timó i unes altres com a rem acostar a les ribes quan cau la nit, quan finalment arriben a la seva destinació la bassa és rebutjada o venuda per a qualsevol altre ús dels troncs. Aquest mitjà de transport mercant antic és usat encara avui dia per alguns habitants Peruans. Aquestes petites embarcacions i les seves balseres van inspirar a l'escriptor Ciro Alegria en la seva obra "La serp d'Or".

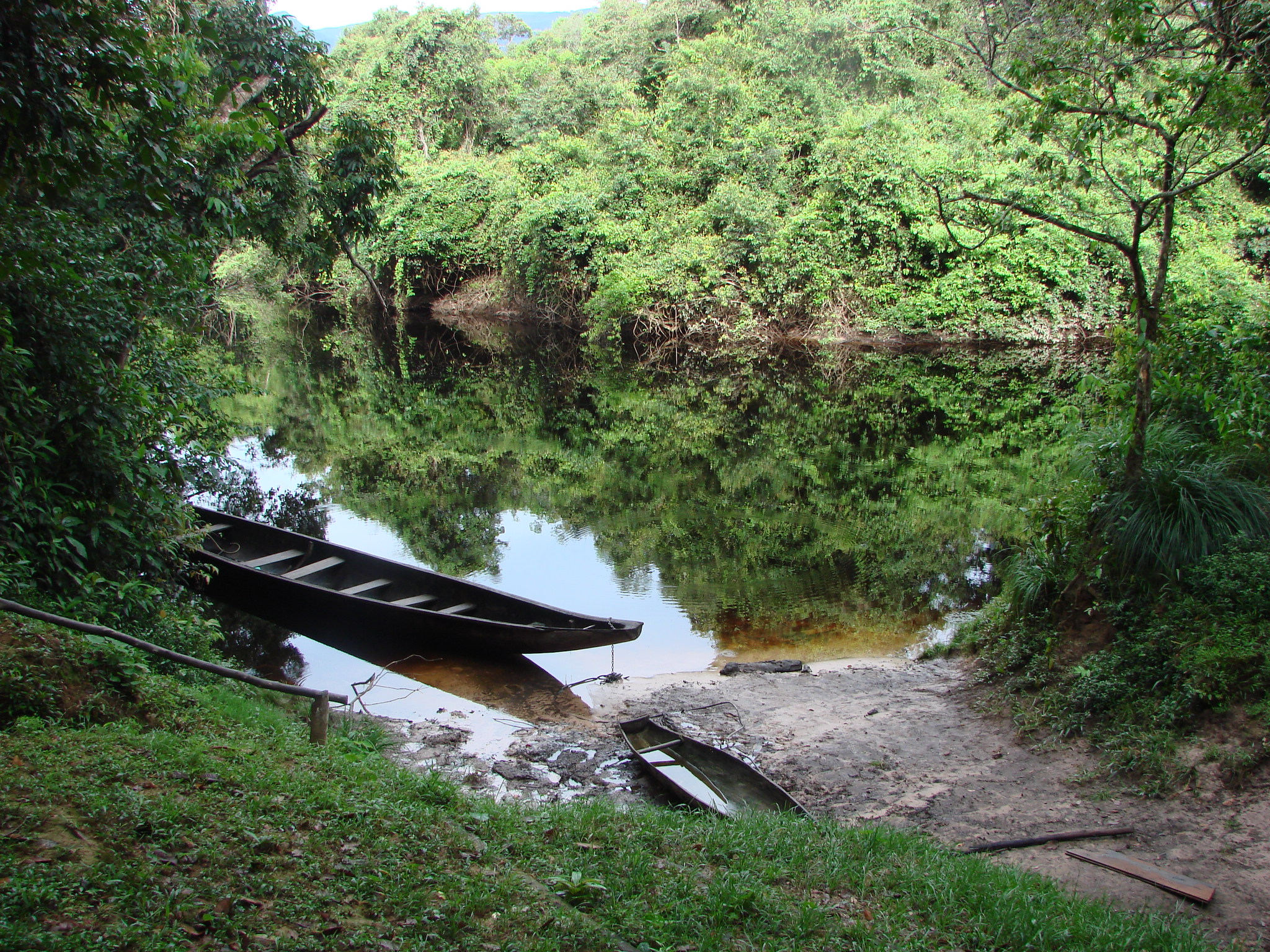
Canoa

Canoes d'ús personal, que són construïdes d'un sol tronc segons ho van fer els propis habitants més antics de l'Amazònia.
Bots fluvials, que poden ser de fusta o de metall segons sigui la grandària i disseny, en aquests són transportades càrregues de major tonatge i gran quantitat de passatgers (entre 20 o 100 passatgers), estan dissenyats per a travessies de diversos dies pel que compten amb cuina, serveis higiènics, àrea d'esbarjo, cabines i celler de càrrega, comptant amb tripulació per al servei a bord. Generalment aquestes embarcacions compten amb un "Pràctic" que és un navegant experimentat i certificat que coneix les rutes dels rius, doncs en tenir aquestes embarcacions major calat estan propenses a encallar en bancs de sorra existents en certs trams dels rius i que aquests experts de navegació coneixen o saben identificar en el curs del trajecte, així com la navegació que es fa més perillosa en els temps de crescuda dels rius per la gran quantitat de palizada (arbres i troncs) que són arrossegats pels corrents i en estar submergides emergeixen sobtadament podent copejar el casc de l'embarcació i fer que sotsobri.
Llanxa Fluvial, Són iguals als vaixells fluvials però de major grandària i de metall, abunden en els rius Peruans doncs el seu calat és menor i solament naveguen fins al districte de Santa Rosa (Perú) en el riu Amazones.
Lliscadors, Petites embarcacions de fibra o alumini que es desplacen a alta velocitat, són usades per a distàncies curtes i amb poca capacitat de càrrega i passatgers (màxim 4 o 5 passatgers).

## Per a més informació
- Crump, Thomas, Abraham Lincoln's World: How Riverboats, Railroads, and Republicans Transformed America. (Nova York: Continuum, 2009) 272 pp. ISBN 978-1-84725-057-5.
- Nolan, John Matthew. 2,543 Days: A History of the Hotel at the Grand Rapids Dam on the Wabash River
- Lehman, Charles F.. A riverman's lexicon : in Lehman's terms.  Florissant, Mo.: J.R. Simpson & Associates, 2009. ISBN 978-0-9841503-0-4. Nautical terminology specific to towboating and inland waterways.
- Twain, Mark. Life on the Mississippi, 1883.